# Académie des Euteleti

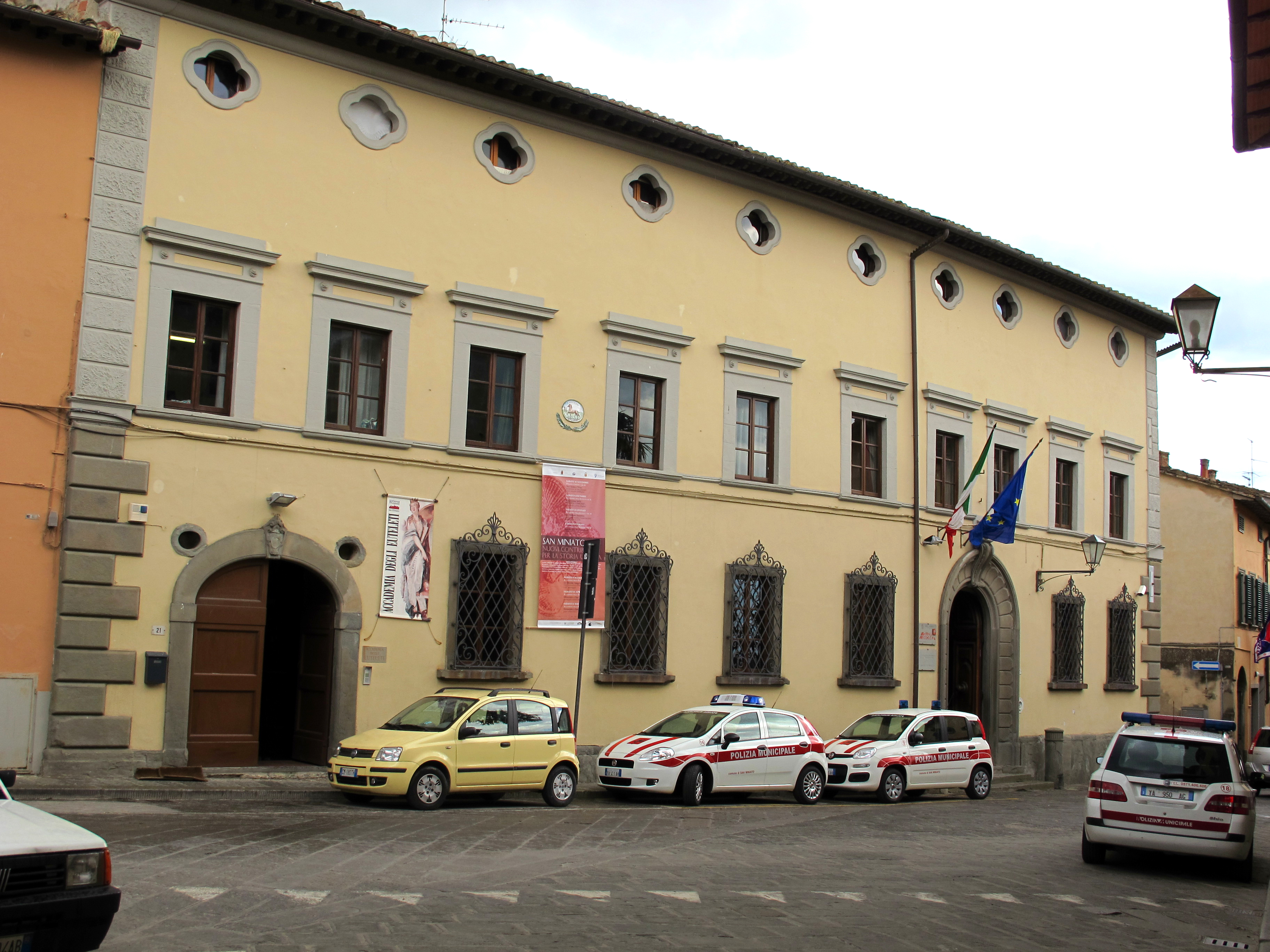
Palazzo Migliorati, siège de l'Accademia

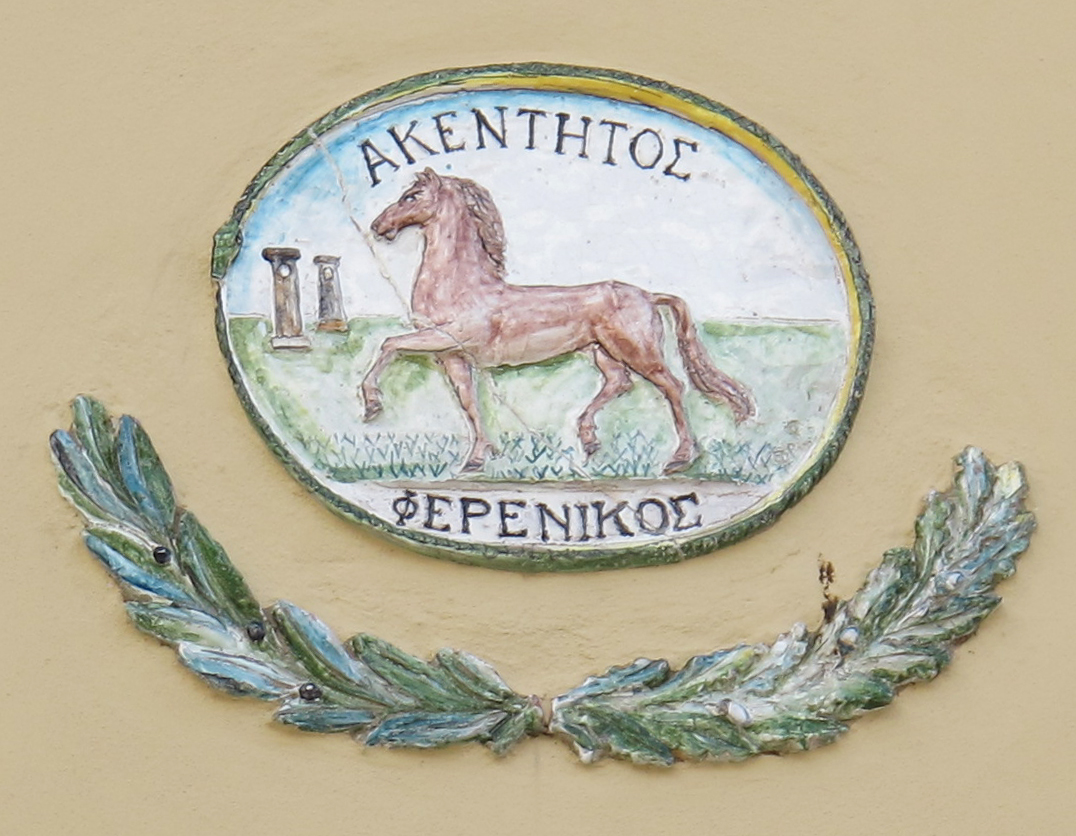
Le blason

L'Académie des Euteleti (en italien : Accademia degli Euteleti) est une institution qui fait partie du « Sistema Museale » de San Miniato (Toscane).

## Histoire
L'Académie trouve son origine au XVIIe siècle quand est fondée l'« Accademia degli Affidati », qui s'occupait des sciences et des lettres. L'institution a été refondée en 1748 sous le nom de « Accademia dei Rinati ». 
L'« Accademia degli Euteleti  » est fondée le 30 décembre 1822 par Torello Pierazzi, futur évêque de San Miniato et par le poète Pietro Bagnoli (1767-1847).
Les « Euteleti » sont des hommes de bonne volonté qui œuvrent pour le bien (buon fine). À l'origine, le but de l'institution est de développer et diffuser la culture toscane dans le monde par le biais du savoir scientifique et les études liées au développement de l'agriculture et le patrimoine littéraire.
D'après les « Atti » (documents de la société), en 1834 l'Académie s'est investie dans un projet de diffusion littéraire, la Società Tipografica, et dans la création d'une école enfantine. Son activité est suspendue en 1848 lors de la première guerre d'indépendance italienne. Pendant la période fasciste, elle est décrétée Organisation morale.
L'Académie possède d'importantes archives ainsi qu'une riche bibliothèque et emploie ses ressources pour l'organisation d'expositions et réunions à thèmes scientifiques.
L'académie conserve le masque funéraire de Napoléon Bonaparte, dont la famille avait été exilée à San Miniato au cours du Moyen Âge.

## Blason
Le blason de l'académie est représenté par un cheval sans cavalier qui galope victorieusement vers l'objectif. Il est représenté dans un ovale en céramique polychrome orné de frondes avec à son intérieur l’inscription ΑΚΕΝΤΗΤΟΣ ΦΕΡΕΝΙΚΟΣ situé au-dessus et au-dessous du cheval (Sol oritur sed non occidit, « Le soleil se lève mais ne tue pas »).

## Siège
L'Académie a depuis 1984 son siège au Palazzo Migliorati, ancienne résidence des marquis Migliorati. L'édifice date du XIVe siècle et a été restructuré au XVIIe siècle ; la façade date de cette époque.
L'espace d'exposition comporte trois salles d'une surface totale 80 m2 ; les pièces exposées sont une cinquantaine.
Une partie du palais est occupée par le tribunal d'instance.